# Lista francizelor de jocuri
Aceasta este o listă de francize de jocuri video pe console organizată pe generațiile de console pe care au apărut pentru prima dată. 
Cele aflate în secțiunile „internaționalizări” sunt cele care au fost introduse pe piețele străine după ce inițial erau disponibile doar în țara de origine (deobicei Japonia) pentru una sau mai multe generații.
| Legendă | Legendă                                              |
| ------- | ---------------------------------------------------- |
| Arc     | Franciza a debutat pe arcade.                        |
| JP      | Toate jocurile din serie au fost lansate în Japonia. |
| PC      | Franciza a debutat pe PC.                            |

## Prima generație
- Pong Arc

## A doua generație
- Asteroids Arc
- Breakout Arc
- Choplifter PC
- Defender Arc
- Dig Dug Arc
- Donkey Kong Arc
- Frogger Arc
- Galaxian Arc
- Gun Fight Arc
- Lode Runner PC
- Mario Arc
- Mario Bros. Arc
- Mr. Do! Arc
- Pac-Man Arc
- Pole Position Arc
- Pitfall!
- Skate Boardin'
- Space Invaders Arc
- Spy Hunter Arc
- Tempest Arc
- Track & Field Arc
- Ultima PC
- Wizardry PC
- Wolfenstein PC

## A treia generație (era 8-bit)
- 19XX Arc
- Adventure Island
- Adventures of Lolo
- After Burner Arc
- Alex Kidd
- Alien Syndrome Arc
- Alone in the Dark PC
- Arkanoid Arc
- Baseball Stars
- Bases Loaded
- Battletoads
- Bionic Commando Arc
- Blaster Master
- Bomb Jack Arc
- Bomberman
- A Boy and His Blob
- Bubble Bobble Arc
- Castlevania
- Contra Arc
- Darius Arc
- Deep Dungeon JP
- Derby Stallion JP
- Double Dragon Arc
- Double Dribble Arc
- Dragon Quest1
- Dragon Slayer PC
- EarthBound (Mother în Japonia)
- Excitebike
- Final Fantasy
- Fire Emblem
- Gauntlet Arc
- Ghosts'n Goblins Arc
- Glory of Heracles
- Gradius Arc
- Hanjuku Hero JP
- Hydlide PC
- Itadaki Street
- Kid Icarus
- Konami Wai Wai World JP
- Kunio-Kun Arc
- The Legend of Kage Arc
- Legend of the Mystical Ninja
- The Legend of Zelda
- Mega Man (Rockman în Japonia)
- Megami Tensei
- Metal Gear PC
- Metal Max
- Metroid
- Ninja Gaiden
- Nintendo Wars2
- Nobunaga's Ambition PC
- Paperboy Arc
- Phantasy Star
- Pocky & Rocky Arc
- Portopia Serial Murder Case PC
- Power Blade
- Punch-Out!! Arc
- R.C. Pro-Am
- R-Type Arc
- Romance of the Three Kingdoms
- Rygar Arc
- SaGa
- Shinobi Arc
- Skate or Die! PC
- StarTropics
- Super Mario Bros.
- Teenage Mutant Ninja Turtles
- Tetris PC
- TwinBee Arc
- Valkyrie
- Wave Race
- Wonder Boy Arc
- Ys PC

1Dragon Quest a fost cunoscut ca Dragon Warrior în America de Nord datorită unui conflict în ceea ce privește drepturile intelectuale. Odată cu a șasea generație de console (Dragon Quest VIII) Square-Enix (fosta Enix) a avut dreptul de a lansa jocurile din serie cu titlul original.
2 Nintendo Wars a debutat pe Famicom în Japonia cu titlul Famicom Wars în timpul celei de-a treia generație. A fost lansată pentru prima dată la nivel global pe Game Boy Advance în timpul celei de-a șasea genrație, când a fost distribuit ca Advance Wars. 

## A patra generație (era 16-bit)
- ActRaiser
- Bonk
- Brandish PC
- Breath of Fire
- Bubsy
- Civilization PC
- Cho Aniki
- Chrono
- Clock Tower
- Doom PC
- Duke Nukem PC
- Earthworm Jim
- Ecco the Dolphin
- Fatal Fury Arc
- FIFA
- Final Fight Arc
- Front Mission
- F-Zero
- Gunstar Heroes
- Golden Axe Arc
- Harvest Moon
- International Superstar Soccer
- Jikkyō Powerful Pro Yakyū
- Killer Instinct Arc
- The King of Fighters Arc
- Kirby
- Langrisser
- Last Armageddon PC
- Lemmings
- Lethal Enforcers
- Lufia
- Lunar
- Madden NFL
- Mana (known în Japonia as Seiken Densetsu)
- Metal Slug Arc
- Mortal Kombat Arc
- Mystery Dungeon: Shiren the Wanderer
- NBA Jam
- NBA Live
- NHL serie
- Ogre Battle
- Pilotwings
- Pokémon
- Prince of Persia PC
- Puzzle League
- Rocket Knight Adventures
- Road Rash
- Samurai Shodown Arc
- Shining
- Simulation Pro Yakyuu JP
- Snow Bros Arc
- Sonic The Hedgehog
- Soul Blazer
- Splatterhouse Arc
- Star Cruiser PC
- Star Fox
- Star Ocean
- Street Fighter Arc
- Streets of Rage
- Sword World RPG JP PC
- Tokimeki Memorial JP PC
- Tales
- ToeJam & Earl
- Wonder Project J JP
- Worms PC
- Zero4 Champ JP

### Francize bazate pe alte francize existente
- Gargoyle's Quest
- The Legend of Heroes PC
- Majin Tensei
- Mario Kart
- Mega Man X
- Megami Tensei Gaiden: Last Bible
- Parodius JP
- Puzzle Bobble Arc
- Romancing SaGa
- Shin Megami Tensei
- Wario Land
- Yoshi's Island

### Internaționalizări
- EarthBound
- Final Fantasy Legend

## A cincea generație
- 1080° Snowboarding
- Ace Combat
- Ape Escape
- Arc the Lad
- Armored Core
- Army Men
- Baldur's Gate (pe console)
- Bangai-O
- Banjo-Kazooie
- Battle Arena Toshinden
- Bloody Roar
- Call of Duty
- Chōkūkan Night: Pro Yakyū King JP
- Choro Q
- Colony Wars
- Crash Bandicoot
- Cruis'n
- Culdcept
- Custom Robo
- Dance Dance Revolution
- Daytona USA
- Dead or Alive
- Densha de Go! JP
- Destruction Derby
- Diablo
- Digimon World
- DonPachi
- Doubutsu no Mori (cunoscut în restul lumii ca Animal Crossing)
- Dragon Force
- Driver
- Dynasty Warriors
- Extreme-G
- Fallout PC
- Formula One
- Gex
- Grandia
- Grand Theft Auto
- Gran Turismo
- Guilty Gear
- Half-Life
- House of the Dead
- Jet Moto
- Klonoa
- Legacy of Kain
- The Legend of Dragoon
- Medal of Honor
- MediEvil
- Moto Racer
- Mr. Driller
- Need for Speed
- NFL Blitz
- Nights
- Oddworld
- Panzer Dragoon
- PaRappa the Rapper
- Perfect Dark
- Petz
- Poy Poy JP
- Quake
- Rayman
- Resident Evil
- Ridge Racer
- Robopon
- Sakura Wars
- San Francisco Rush
- Sega Rally Championship
- Silent Hill
- Sin and Punishment
- Snowboard Kids
- Soul
- Spyro the Dragon
- Star Wars: Rogue Squadron
- Suikoden
- Summon Night
- Super Robot Wars
- Super Smash Bros.
- Syphon Filter
- Team Fortress
- Tekken
- Tenchu
- Tiger Woods PGA Tour
- Time Crisis
- To Heart JP
- Tobal
- TOCA Touring Car serie
- Tom Clancy's Rainbow Six
- Tomb Raider
- Tony Hawk's Pro Skater
- Twisted Metal
- Turok
- Unreal
- Vandal Hearts
- Vib-Ribbon
- Virtua Fighter
- Virtual Pro Wrestling 64 JP
- Wild Arms
- wipEout
- WWE SmackDown

### Francize bazate pe alte francize existente
- Chocobo
- Dragon Quest Monsters
- Final Fantasy Tactics
- Marvel vs. Capcom
- Mario Party
- Mega Man Legends
- Metal Gear Solid
- Pac-Man World
- Paper Mario
- Power Pro Kun Pocket
- Shin Megami Tensei: Devil Children
- Shin Megami Tensei: Devil Summoner
- Shin Megami Tensei: Persona
- Street Fighter Alpha (Zero în Japonia) serie

### Internaționalizări
- Clock Tower 2
- Front Mission 3

## A șasea generație
- Seria 2K Sports
- 50 Cent
- Ace Attorney
- AeroWings
- Alien Hominid
- All Star Pro-Wrestling JP
- Amped
- Another Century's Episode JP
- Area 51
- ATV Offroad Fury
- Baten Kaitos: Eternal Wings and the Lost Ocean
- Battalion Wars
- Battlefield
- Beyond Good & Evil
- Big Mutha Truckers
- BloodRayne
- Boktai
- Brothers In Arms
- Burnout
- Buzz!
- Chibi-Robo!
- Crazy Taxi
- Crimson Sea
- Dark Cloud
- Dead to Rights
- Def Jam
- Destroy All Humans!
- Devil May Cry
- Deus Ex
- Disaster Report
- Disgaea
- Dragon Ball Z: Budokai
- Dragon Ball Z: Budokai Tenkaichi
- Drakengard
- Seriile EA „Street” (FIFA Street, NBA Street, NFL Street)
- Everblue
- EyeToy games
- Fable
- Fatal Frame
- Fight Night
- FlatOut
- Forza Motorsport
- Fuzion Frenzy
- Genji
- Geometry Wars
- The Getaway
- Giga Wing
- God of War
- The Godfather
- Golden Sun
- Guitar Hero
- Gungrave
- .hack (titlu alternativ Dot Hack, așa cum se pronunță)
- Halo
- Headhunter
- Hitman
- Jak and Daxter
- Jet Set Radio
- Juiced
- Karaoke Revolution
- Katamari Damacy
- Kessen
- Killzone
- Kingdom Hearts
- Kururin
- The Legendary Starfy
- Lego Star Wars
- Lost Kingdoms
- Mafia
- Magical Vacation
- Manhunt
- Marvel: Ultimate Alliance
- Maximo
- Max Payne
- MechAssault
- Mercenaries
- Midnight Club
- Monster Hunter
- MotoGP
- NBA Live serie
- Ōkami
- Onimusha
- Pikmin
- Power Stone
- Project Gotham Racing

(a new franchise of sequels to Metropolis Street Racer)
- Rallisport Challenge
- Ratchet & Clank
- Red Dead
- Ready 2 Rumble Boxing
- Rhythm Tengoku
- Rumble Roses
- Samba de Amigo
- Sega GT
- Shadow Hearts
- Shenmue
- Shikigami no Shiro
- Shinobido: Way of the Ninja
- Shuffle!
- Silent Scope
- The Sims
- SingStar
- Siren
- Skies of Arcadia
- Sly Cooper
- Smuggler's Run
- SOCOM: U.S. Navy SEALs
- Soldier of Fortune
- Space Channel 5
- SSX
- Star Wars: Battlefront
- Star Wars: Knights of the Old Republic
- Summoner
- Super Monkey Ball
- Taiko no Tatsujin
- Tak
- Thrillville
- TimeSplitters
- Tom Clancy's Ghost Recon
- Tom Clancy's Splinter Cell
- Top Spin
- True Crime
- Ty the Tasmanian Tiger
- Viewtiful Joe
- Virtua Tennis
- Wrestle Kingdom JP
- Xenosaga
- Yakuza
- Zone of the Enders

### Francize bazate pe alte francize existente
- Donkey Konga
- Final Fantasy Crystal Chronicles
- Guilty Gear Petit JP
- Mario & Luigi
- Mario vs. Donkey Kong (un spin-off al Donkey Kong pentru Game Boy)
- MegaMan Battle Network
- Mega Man Zero
- Shin Megami Tensei: Digital Devil Saga
- SNK vs. Capcom
- Super Mario Strikers
- Tales of the World
- WarioWare, Inc.

### Internaționalizări
- Bangai-O
- Doubutsu no Mori (ca Animal Crossing)
- Dragon Quest (Europa)
- Fire Emblem
- Metal Saga
- Mystery Dungeon
- Nintendo Wars (ca Advance Wars)
- Summon Night

## A șaptea generație
- Another Code (Trace Memory în SUA)
- Army of Two
- Asphalt Urban GT
- Assassin's Creed
- Batman: Arkham Asylum
- Battlestations
- BioShock
- BlazBlue
- Blue Dragon
- Boogie
- Boom Blox
- Borderlands
- Brain Age
- Carnival Games
- Coded Arms
- Condemned
- The Conduit
- Cooking Mama
- Crackdown
- Crysis
- Daigasso! Band Brothers
- Darksiders
- Days of Memories JP
- de Blob
- Dead Rising
- Dead Space
- Death Jr.
- Deathsmiles Arc
- DJMax
- Draglade
- Dragon Age
- Drawn to Life
- EA Sports Active
- Elebits
- Endless Ocean
- Etrian Odyssey
- Exit
- F.E.A.R.
- Full Auto
- Game Party
- Gears of War
- The Idolmaster JP
- Imagine
- Inazuma Eleven
- Infamous
- Invizimals
- Izuna
- Just Dance
- Kinect Sports
- Kinectimals
- Kororinpa
- Left 4 Dead
- LittleBigPlanet
- LocoRoco
- Lost Planet
- LostWinds
- Lumines
- Luminous Arc
- Mass Effect
- Mercury
- Meteos
- ModNation Racers
- MotorStorm
- My Coach
- Ninety-Nine Nights
- Nintendogs
- No More Heroes
- Ouendan
- Overlord
- Patapon
- Portal
- PQ: Practical Intelligence Quotient
- Prey
- Professor Layton
- Pursuit Force
- Puzzle Quest: Challenge of the Warlords
- Red Steel
- Resistance
- Retro Game Challenge
- Rock Band
- Saints Row
- Scene It? (A început în 2002 ca joc pe DVD.)
- Scribblenauts
- Skate
- Spectrobes
- Spore
- S.T.A.L.K.E.R.
- Super Swing Golf
- Tales from Space
- Touch Detective
- Trauma Center
- Uncharted
- Valhalla Knights
- Valkyria Chronicles
- Viva Piñata
- We Ski
- White Knight Chronicles
- Wii Fit
- Wii Sports

### Francize bazate pe alte francize existente
- DJ Hero
- Guitar Hero: On Tour
- Mario & Sonic at the Olympic Games
- Mega Man Star Force
- Mega Man ZX
- Metal Gear Acid
- MySims
- Rayman Raving Rabbids
- Rune Factory
- Shin Megami Tensei: Devil Survivor
- Star Wars: The Force Unleashed
- Super Mario Galaxy
- Tamagotchi Connection: Corner Shop
- Tom Clancy's H.A.W.X

### Internaționalizări
- Ace Attorney
- Art Style
- Corpse Party PC
- Cho Aniki
- Dragon Quest Heroes: Rocket Slime
- Earth Defense Force 2017 (North America)
- Fortune Street
- Glory of Heracles
- The Legendary Starfy
- Magical Starsign
- MLB Power Pros
- Mystery Dungeon: Shiren the Wanderer
- Rhythm Heaven
- Sakura Wars: So Long, My Love
- Sin and Punishment
- Spectral Force 3: Innocent Rage

### Anunțate că vor deveni francize
- Mirror's Edge

## A opta generație
- Everybody's Golf
- Lumines Electronic Symphony
- Mario Kart 7
- ModNation Racers: Road Trip
- Nintendogs + Cats
- Pilotwings Resort
- Professor Layton and the Miracle Mask
- Ridge Racer
- Shinobido 2: Tales of the Ninja
- Super Monkey Ball 3D
- Super Stardust Delta
- Super Mario 3D Land
- Tales from Space: Mutant Blobs Attack
- Touch My Katamari
- Uncharted: Golden Abyss
- Wipeout 2048

### Continuări anunțate
- Animal Crossing
- Deca Sports Extreme
- Kid Icarus: Uprising
- Killzone
- Kingdom Hearts 3D: Dream Drop Distance
- LittleBigPlanet PS Vita
- Luigi's Mansion 2
- Mega Man Legends 3 (anulat)
- Paper Mario
- Resistance: Burning Skies
- The Testament of Sherlock Holmes